# Oniken
Oniken é um jogo de Ação/Plataforma com visão lateral, desenvolvido e publicado pelo estúdio brasileiro independente JoyMasher para Microsoft Windows, OS X e Linux. O jogo foi lançado mundialmente para Microsoft Windows em 22 de Junho de 2012 e foi lançado para OS X e Linux em 20 de Novembro de 2012. Em Agosto de 2012, o jogo foi aceito no Greenlight da plataforma Steam.

## Jogabilidade
O jogo tem um estilo 8-bits e segue o gameplay com uma fórmula semelhante a utilizada em Strider, Ninja Gaiden e Shatterhand.
O objetivo do jogo é chegar ao final de cada fase e vencer o chefe da fase. Há um total de seis fases no jogo e uma missão extra com um personagem extra que possui características do personagem do jogo Contra.

## Enredo
Em um futuro pós apocalíptico, os humanos foram quase que completamente destruídos por uma guerra global. Os poucos humanos sobreviventes sofreram opressão da armada cibernética chamada Oniken. Uma pequena resistência liderada pelo General Zhukov tentou defender o povo de Oniken, mas acabou sendo sobrecarregado pelas forças cibernéticas. Zaku, um lendário ninja mercenário com um passado desconhecido, que é considerado o único capaz de parar o Oniken, é abordado por Zhukov e convidado a entrar para a resistência contra as forças robóticas.

## Desenvolvimento
Oniken foi desenvolvido pela dupla de amigos Danilo Dias e Pedro Paiva (JoyMasher) como um meio de prestar uma homenagem aos seus jogos favoritos da geração dos 8 bits, como Strider, Ninja Gaiden, Kabuki Quantum Fighter, Shadow of the Ninja e Vice: Project Doom. O personagem Zaku é fortemente inspirado em Kenshiro do mangá Hokuto no Ken.

## Recepção
O jogo recebeu um escore de 7/10 no Destructoid.
O Multiplayer.it deu um escore de 8.0/10.